# Malaventura
Malaventura és una pel·lícula espanyola dirigida el 1988 per Manuel Gutiérrez Aragón, qui n'és autor també del guió junt amb Luis Megino Grande, productor de la pel·lícula. Fou rodada a Sevilla i la banda sonora va anar a càrrec del "cantaor" Juan Peña "El Lebrijano".
El seu autor la va definir com a un modern trassumpte de Carmen. A diferència de pel·lícules anteriors de Gutiérrez Aragón, fou tant un fracàs de públic com també de crítica, i es va fer servir com a exemple per qüestionar la política oficial de subvencions al cinema espanyol.

## Argument
Manuel és un jove, fill de bona família i bon estudiant, que se sent especialment trist per la desaparició de la seva estimada Rocía. Per dissipar el seu mal marxa al dentista, i des de la seva consulta veu com home llença una noia per la finestra. Impressionat pel crim, passeja per Sevilla trist i malenconiós fins que troba un bar i contacta amb John, que és qui va llençar la noia per la finestra. El jutge Alcántara el pressiona perquè digui el que va veure.

## Repartiment
- Micky Molina -	Manuel
- Richard Lintern - John
- Icíar Bollaín -	Rocío
- José Luis Borau - Jutge Alcántara
- Francisco Merino - Dentista
- Cristina Higueras - Mare de Manuel